# Stopplaats Hooglanderveen
Hooglanderveen (geografische afkorting Hdv) is een voormalige stopplaats in Hooglanderveen aan de Centraalspoorweg tussen Utrecht en Zwolle en was geopend van 20 augustus 1863 tot 1 januari 1938. De stopplaats lag tussen de huidige stations Amersfoort Schothorst en Amersfoort Vathorst.